# والي كلارك
والي كلارك (بالإنجليزية: Wally Clark)‏ (14 يوليو 1896 في المملكة المتحدة - 20 ديسمبر 1975 في المملكة المتحدة) هو لاعب كرة قدم بريطاني (وحمل سابقاً جنسية المملكة المتحدة لبريطانيا العظمى وأيرلندا) في مركز جناح ‏. لعب مع برمنغهام سيتي وكوفنتري سيتي وليدز يونايتد ونادي توركي يونايتد ونادي كوناهس كواي ونادي ميدلزبره ونادي بارو ودورهام سيتي ‏ ونادي بوسطن يونايتد.